# Enzo Sereni

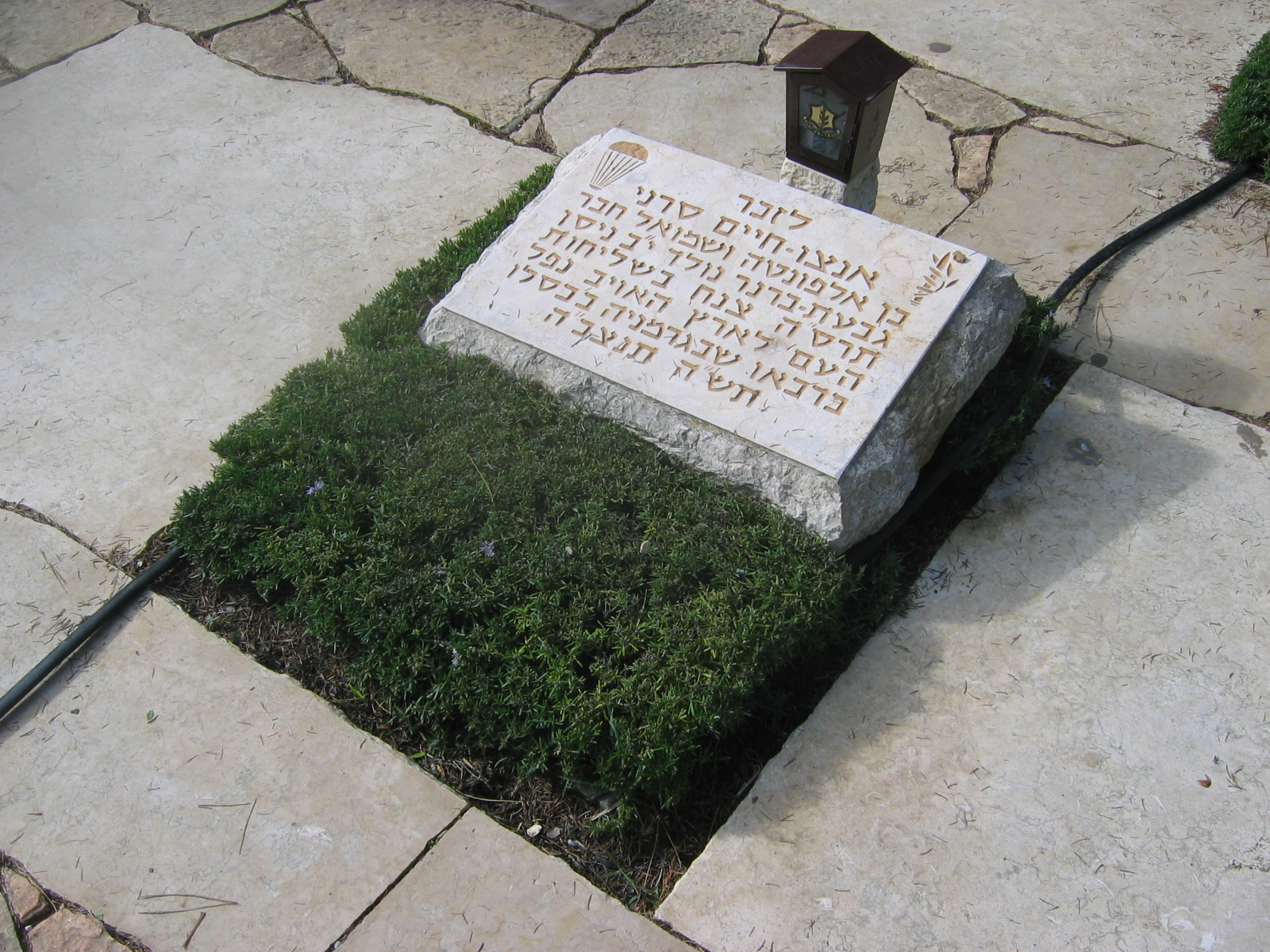
Sereniho symbolický náhrobek na izraelském národním hřbitově na Herzlově hoře v Jeruzalémě

Enzo Chajim Sereni (hebrejsky: אנצו סרני; žil 17. dubna 1905 – 18. listopadu 1944) byl italský sionista, spoluzakladatel kibucu Giv'at Brenner, pedagog, zastánce židovsko-arabského soužití a účastník protinacistického odboje, který byl za druhé světové války součástí výsadku do okupované Itálie. Byl však dopaden Němci a zavražděn v koncentračním táboře Dachau.

## Biografie
Narodil se v Římě a jeho otec byl lékař italského krále. Vyrůstal v asimilované židovské rodině, avšak během dospívání se z něj stal sionista. Po získání doktorátu z filosofie na univerzitě v Římě přesídlil v roce 1927 do britské mandátní Palestiny. Pracoval v pomerančových hájích v Rechovotu a stal se jedním ze zakladatelů kibucu Giv'at Brenner. Coby nadšený socialista byl též aktivní v odborovém svazu Histadrut. Názorově byl pacifista a obhajoval poklidné soužití Židů s Araby a integraci židovské a arabské společnosti.
V letech 1931 až 1934 se vrátil zpět do Itálie, aby pomohl organizovat aliju mládeže, kvůli čemuž byl krátce zatčen gestapem. V nacistickém Německu pomáhal organizovat hnutí he-Chaluc a angažoval se též v pašování peněz a lidí z Německa. Byl též vyslán do Spojených států, aby tam pomohl s organizací sionistického hnutí. Během druhé světové války vstoupil do Britské armády a byl zapojen do šíření protifašistické propagandy v Egyptě. Britové jej též poslali do Iráku, kde se tajně a proti jejich vůli pokoušel organizovat nelegální aliju do mandátní Palestiny. Kvůli svým sionistickým názorům se dostal do sporu se svými nadřízenými a byl i krátce vězněn za falšování cestovních dokladů.
Pomáhal též zorganizovat parašutistickou jednotku v rámci britského Oddělení pro zvláštní operace (SOE), která byla vyslána jako agenti do okupované Evropy. Z původního počtu 250 dobrovolníků bylo pro výcvik vybráno 110 osob. Nad různými částmi Evropy pak seskočilo jen 33 z nich, včetně Sereniho. Ten 15. května 1944 seskočil nad severní Itálií, ale bezprostředně po přistání byl zadržen. Podle záznamů byl popraven zastřelením 18. listopadu téhož roku v koncentračním táboře Dachau.
Na jeho počet nese jeho jméno kibuc Necer Sereni a v Izraeli je po něm pojmenována řada ulic. V září 1988 byla k uctění jeho památky vydána poštovní známka o nominální hodnotě 1,65 šekelů.